# زقية أحادية
زقية أُحادية (الاسم العلمي: Monascus)، جنس فطريات من العفن. ومن بين الأنواع المعروفة من هذا الجنس، تعد الزقية الأحادية الأرجوانية Monascus purpureus ذات الصبغة الحمراء من أهم الأنواع بسبب استخداما في إنتاج بعض الأطعمة المخمرة في شرق آسيا، وخاصة الصين واليابان. كما وجد أنه مرتبط بأعشاش بعض أنواع النحل، وخاصة النحل الطنان ونحل العرق، على الرغم من أن وظيفته في هذه البيئات غير واضحة.